# DeRidder
DeRidder – miasto w Stanach Zjednoczonych, w stanie Luizjana, siedziba administracyjna parafii Beauregard.